# 地下街

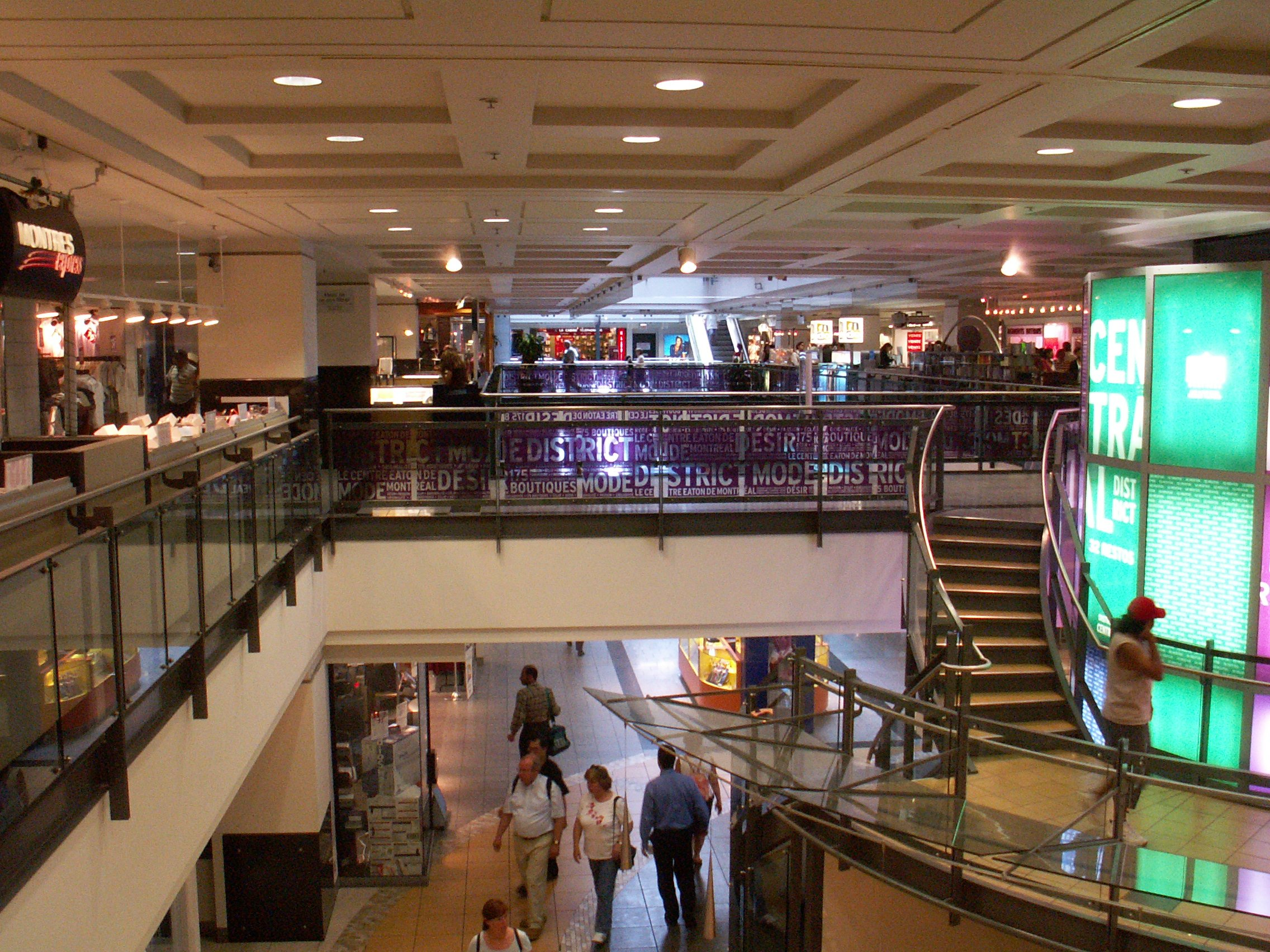
カナダのモントリオール地下街。世界有数の地下街の一つで、地下フロアは複数階層からなり、地上階と連結して一つの都市を形成している。面積は12km^{2}に及び、内部に9つの駅のほか、博物館やホッケー場もある。

地下街（ちかがい）とは、地下に設置された不特定多数の通行のための歩道に面した商店街である。

## 概要
大都市のターミナル駅で自動車と歩行者とを立体交差させ交通の利便性を高めるための公共地下歩道と、店舗・駐車場・地下鉄入口とを一体として整備したものが多い。寒冷地においては、冬季の寒さや積雪から歩行者を保護する目的もある。
地上の建築物と比較して、地下街の建設には多額の費用がかかる。また、地下歩道部分の利用時間が長いため、設備の運転時間が長く、整備の時間が十分にとれず、耐用年数が短く、改修に要する費用・時間も多くなる。また、換気を行うための空調設備や、水害対策などの維持費も要する。さらに、換気設備が道路の緑地帯など条件の悪い場所にしか設置できないため、空気環境の維持に苦慮している所も多い。
防災・防犯では、不特定多数が利用する施設として、地下で直接接続された地下街や建築物との相互連携が重要である。自主防災・防犯組織を結成し定期的な会合を行っている所がほとんどである。また、緊急時の相互応援も規定されている。

## 世界の代表的な地下街

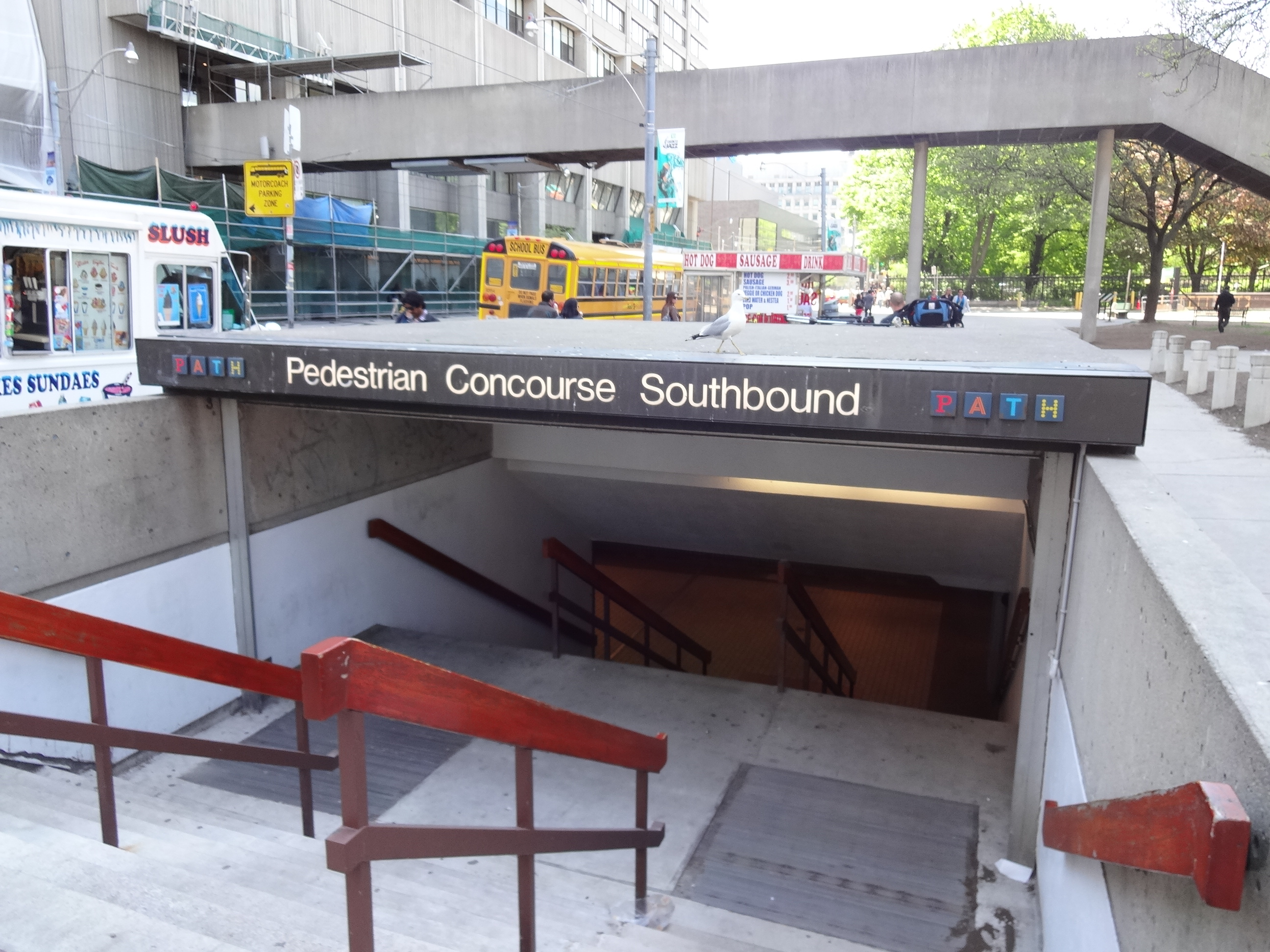
トロントの「PATH」入口

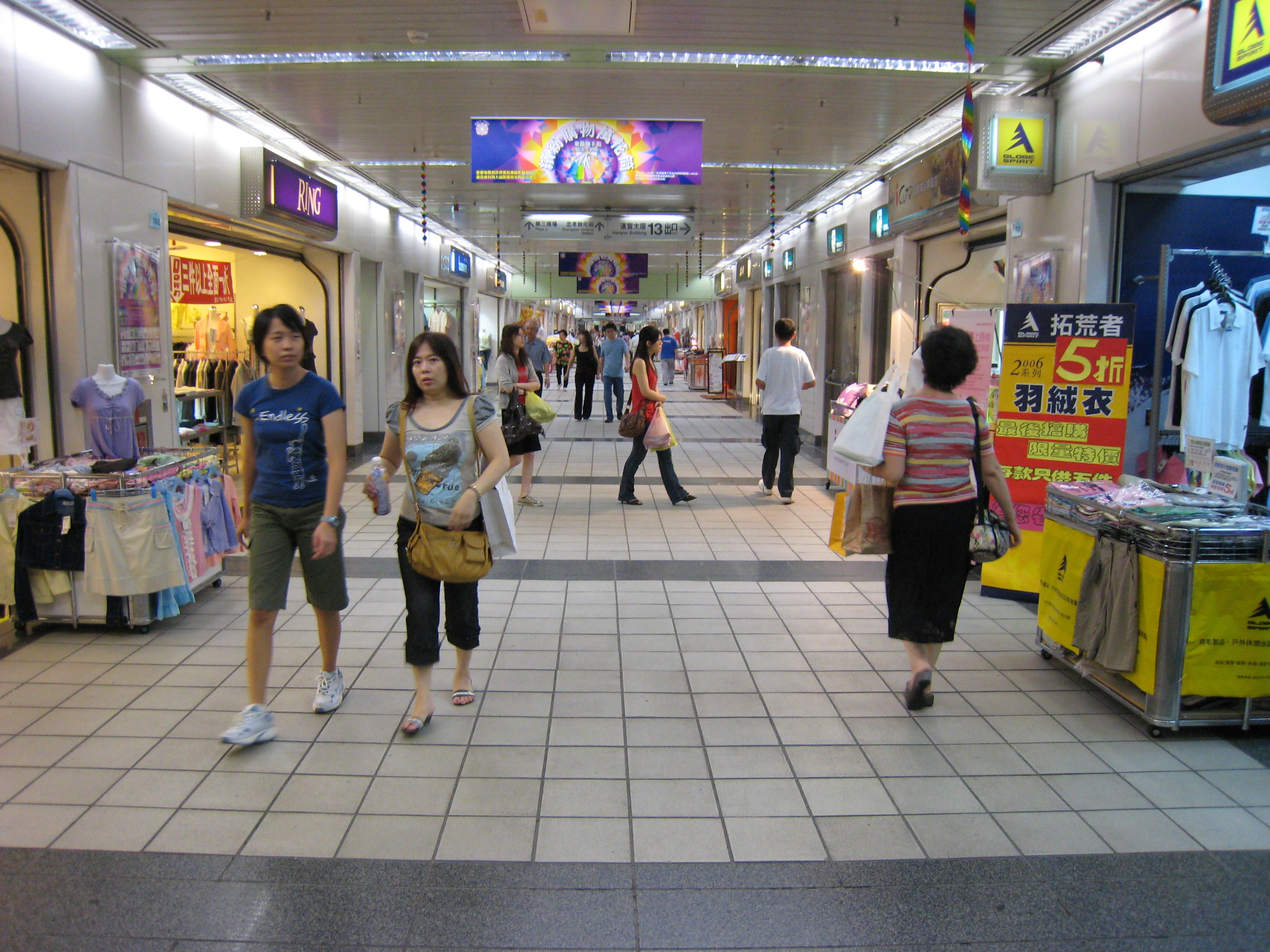
台北の「東区地下街」

- シドニー（オーストラリア）
- トロント、モントリオール（カナダ）

カナダには大規模な地下街が2つあり、世界最大の地下街はオンタリオ州トロントの地下街「PATH」である。27キロメートル (km) に及ぶ通路は商業地として利用されており、環状に走る地下鉄駅6駅と直接接続されている。商業地域は37万1600平方メートル (m2) に及び、商店数だけでも約1200店舗に上る。
- ソウル（韓国）

韓国ではソウル以外の主要都市にも地下街（「地下商街」と呼ばれる）があるが、これは地下鉄とともに、有事（≒戦争における空襲・空中戦）の際に防空壕に転用するためでもある。年に3、4回（かつては毎月）「民防衛訓練」と呼ばれる防空訓練が行われるが、その際にも地下街が指定避難場所（「待避所」）となっている。
- 台北（台湾）
- バンコク（タイ）
- デリー（インド）
- 北京（中国）* モスクワ（ロシア）
- ベルリン（ドイツ）

名称は「フリードリヒシュタット＝パサージェン (Friedrichstadt-Passagen)」。百貨店ギャラリー・ラファイエットベルリン店地階より（都心を南北に縦貫し、東西に伸びるウンターデンリンデンとも交差している）フリードリヒ通りに3区画分に沿って続いている。現在、フリードリヒ通り駅」の手前まで延伸し、同駅地階とは直結していない。旧東ベルリン地区（ミッテ区（「中央区」のドイツ語訳））に位置し、東西ドイツ統一以降、ベルリン市内初で唯一の地下街として建設された。
- フランクフルト（ドイツ）

フランクフルト中央駅地下に広がる。
- ヘルシンキ（フィンランド）
- アトランタ、シカゴ、ミネアポリス、フィラデルフィア、ロチェスター（アメリカ）

## 日本

### 歴史
日本では、初代東京地下鉄道（現・東京メトロ）の上野駅（1927年〈昭和2年〉営業開始）に1930年（昭和5年）4月1日開業した500メートル (m) の地下街（地下鉄ストア）が地下街の元祖とされる。この地下街は、上野公園の西郷隆盛像の下付近から、山手線の下をくぐり抜けて、上野駅東口まで通されていた地下道の両側に店舗が併設されたもので、現存しない。なおこの地下鉄ストアは現代の定義では地下街かつ駅ナカに該当しており、2010年現在も『エチカフィット上野』として営業を継続している。太平洋戦争前に建設されたものでは、1942年（昭和17年）に完成した旧梅田地下街（大阪駅前地下道、約5700平方メートル (m2) 。大阪市）が当時、最も大規模であった。
戦後の道路法（道路占用許可）、建築基準法（建築確認）に基づく地下街としては、1955年（昭和30年）開業の「浅草地下商店街」が日本最古の現存する地下街である。また、1957年（昭和32年）3月に名古屋駅前に建設された「名駅地下街」が日本で最初の本格的な地下街である。本格的に地下街が建設され始められたのは、1960年代の高度経済成長期で、大都市の地下からつくられ始め、地方の中核都市へと広がっていった。日本では、都心の地価高騰により地下空間を有効利用した地下街が急速に発展してゆき、公共民間が一体となって事業が推進されてきたことから、世界最大の地下街大国となっている。

### 法律上の位置づけ
日本の法規では、道路・駅前広場・都市公園などの公共用地の地下に店舗・通路があるもののみを地下街とし、店舗部分が民有地で通路部分が公共用地の地下のものを準地下街、店舗・通路とも民有地の地下のもの (百貨店の地下にあるいわゆるデパ地下などの大部分が含まれる）は地下階という。平成17年版消防白書（総務省消防庁）によると、2005年3月31日現在、全国に地下街は63（うち特別区と政令指定都市に50）、準地下街は7（同6）ある。また、平成25年の国土交通省都市局の資料によると、全国に地下街は78か所とされている。
このように、法規により明確な定義付けがされているため、実態としては地下街と一体の構造であっても地下街とは定義されない場合があったり、逆に地下街とは呼びにくい場所が定義上は地下街とされている場合がある。東京の『小田急エース』・『京王モール』は百貨店の直下ではなく道路などの公共用地の地下にあるため、地下街と定義される。名古屋の『中部近鉄百貨店』は百貨店であるにも拘らず地下街の範疇として名前が挙げられているが、これは百貨店の地下階の一部が道路下にあるため、道路下部分の面積のみを用地管理上地下街として区別していることによる。これに対して、地下通路を通じて他の地下街と連絡している大阪の『阪急三番街』や『なんばCITY』、周辺の地下道に直結し地下街に類似した機能を持つ仙台の『エスパル仙台』、構造的には地下街と見なせる名古屋の『エキワン』は、駅施設直下にあるため地下街とは定義されない。
なお、法的な地下街とは別に、駅やビルの地下も含めた「実質的な地下街」を網羅したデータは2011年時点で存在しないとされる。

#### 道路法
道路法（昭和二十七年法律第百八十号）は成立当時から、道路占用の対象として地下街を位置づけている。その後、1957年に発出された「道路の管理について」及び「道路の管理に関する取扱いについて」により、地下を含む占用の取扱いが明確化されている。地下については、原則として地上交通の緩和的施設に限ること、地下道、地下室等の出入口は、原則として道路敷内に設けないこと等が定められている。
また、特に駅前広場に関しては、「駅前広場における地下施設の設置に関する日本国有鉄道・建設省間の覚書」（1956年）により特定の駅に限定し都市計画事業として実施することとされ、その後、「駅前広場における地下施設の設置に関する日本国有鉄道・建設省間の申し合わせ」（1969年）により、地下道の幅員、施行者基準、地下付帯店舗の面積割合等の計画基準が規定された。この計画基準は、1972年「地下街に関する基本方針について」に引き継がれている。
なお、1997年の建設省道路局長通知「地下鉄施設への二次占用について」により、「地下街に関する基本方針について」に定められた要件、手続きを経ずに道路の地下に商業施設が設置されるケースが出てきたが、これらはキヨスク等と同様の駅の利便施設とされ、地下街には定義されない。

#### 建築基準法
建築基準法施行令（昭和二十五年政令第三百三十八号）の成立時から、避難階に至る直通階段までの歩行距離の規制をしているが、地下街という用語はなく、地下街を規制の対象とする積極的な意図も特になかったとされている。その後、1959年12月4日の同施行令改正により令第128条の３を追加、地下街の各構えと接続する地下道の基準を規定し、地下街の各構えは地下道に2 m以上接すること等が規定された。さらに、1969年旭川駅地下ステーションデパート火災、1970年地下鉄新宿駅構内火災、1972年大阪千日デパートビル火災等を踏まえて、各構えの耐火性能、防火区画の強化、避難の歩行距離を規定を追加している。

#### 消防法
1967年消防審議会「超高層建築物及び地下街の防災対策について答申」に基づき、翌1968年に消防法改正、同法に第8条の2を追加し、超高層建築物及び地下街等の防火管理が整備された。また、1974年に消防法施行令を改正し別表１に16-2を追加し、消防施行令に地下街が位置づけられた。従来、地下街については地下工作物内の店舗、飲食店、事務所等をそれぞれ個々の防火対象物としてとらえ、それぞれの用途及び規模に応じて消防用設備等に関する規定を適用していたが、この改正で地下街を令別表第１（16の２）項に掲げる防火対象物として追加したことにより、同表(1)項から(16)項までに掲げる防火対象物が連続して地下道に面して設けられ地下街を形成しているときは、これら防火対象物は、同表第１(1)項から(16)項までに掲げる個々の防火対象物としてではなく、別途地下街としても規制されることとされた。その後、1980年8月静岡駅前地下街ガス爆発事故を踏まえ、1981年消防法施行令を改正、準地下街に対する規制の新設（同施行令別表１に16-3を追加）をするとともに、地下街等に対するガス漏れ火災警報設備の設置を義務づけるようになった。

#### 地下街の取扱いについて、地下街に関する基本方針
1972年の千日デパート火災を機に、1973年、建設省、消防庁、警察庁、運輸省通達「地下街の取扱いについて」により、地下街新設は厳に抑制することを基本にし、ただし、ただし、公益上真にやむを得ないものについては、防災、衛生、発生する交通の処理その他の観点から、設置計画及び管理運営方法に関して、あらかじめ十分な措置を講ぜしめるとともに、供用開始後の指導監督を強力に行なうものとされた。翌1974年には建設省通達「地下街に関する基本方針について」により、事業手法、事業主体、構造など具体的な規制が定められた。1980年8月静岡駅前地下街ガス爆発事故を踏まえ、同年10月に資源エネルギー庁を加え5省庁による改正通知により、地下街の新設又は増設は厳に抑制することが再確認されている。しかし、1980年代後半以降は、利便性向上や経済活性化の推進、防災技術の向上などにより通達が改正され、規制緩和が進む方向となった。その後2001年に地方分権一括法施行に伴い、本方針ほか関連通達はすべて廃止され、地下街等に関する基準は、各自治体が独自に定めることとなった。
地下街に関する基本方針では、以下のような地下街の設置計画策定に関する基準を定めていた。
- 地下街の延床面積は、付属公共地下駐車場の延床面積以下とする。（機械室・防災センターなどの管理運営上必要な施設、交番・公衆便所・授乳室・行政施設などの快適性・利便性向上施設を地下街の面積から除くことができる）
- 店舗等の延床面積は、公共地下歩道の延床面積以下とする。（エレベーター・エスカレーター・動く歩道などの歩行者支援施設は、公共地下歩道の面積に含めることができる）
- 地下通路の有効幅を6 m以上とする。
- 地上の道路との連絡通路の幅は1.5 m以上とする。
- 全ての地下歩道から歩行距離50 m以内に、2つ以上の地上への直通階段と、排煙・採光のための地上への吹き抜けのある地下広場を設置する。
- 店舗・地下通路は1層とする。
- 原則として店舗を200 m2以下の防火区画に区切る。
- 消防・警察と即時・直接の通信できる防災センターを設置する。
- 消防用設備を設置する。
- 地下街・建築物相互間の地下で直接接続する通路には、防火・水防用の施設を完備する。

#### 地下街等に関する水防上の規定
特定都市河川浸水被害対策法（平成十五年法律第七十七号）では、都市浸水想定区域内の地下街その他不特定かつ多数の者が利用する地下に設けられた施設の所有者又は管理者は、単独に又は共同して、都市洪水又は都市浸水が生じた時における施設の利用者の円滑かつ迅速な避難の確保を図るために必要な措置に関する計画を作成し、これを公表するように努めなければならないとする努力義務を課している。
水防法（昭和二十四年法律第百九十三号）は、平成17年改正により、浸水想定区域に係るものであって、市町村地域防災計画にその名称及び所在地を定められた地下街等の所有者又は管理者は、単独で又は共同して、水防法施行規則（平成十二年建設省令第四十四号）で定めるところにより、当該地下街等の利用者の洪水時等の円滑かつ迅速な避難の確保及び洪水時等の浸水の防止を図るために必要な訓練その他の措置に関する計画を作成する義務を課している。ここで言う「地下街等」とは、地下街その他地下に設けられた不特定かつ多数の者が利用する施設（地下に建設が予定されている施設又は地下に建設中の施設であつて、不特定かつ多数の者が利用すると見込まれるものを含む。）とされており、地下街、準地下街、地下にある鉄道駅、地下道、地下駐車場、建築物の地下階等を含めていると解されている。

### 一覧
地下街とされているものの一覧。資料中、統合されたものは表中に配置し、廃止されたものは別表に配置した。
| 都道府県 | 都市     | 名称                                               | 開設       | 延床面積 (m2) | 画像 |
| -------- | -------- | -------------------------------------------------- | ---------- | ------------- | ---- |
| 北海道   | 札幌市   | さっぽろ地下街オーロラタウン                       | 1971年11月 | 33,645.60     |      |
| 北海道   | 札幌市   | さっぽろ地下街ポールタウン                         | 1971年11月 | 14,230.40     |      |
| 北海道   | 札幌市   | Apia                                               | 1966年03月 | 29,810.00     |      |
| 北海道   | 札幌市   | 札幌駅前名店街 （三者統合→Apia）                   | 1966年03月 | 10,259.20     |      |
| 北海道   | 札幌市   | ステーションデパート （三者統合→Apia）             | 1952年10月 | 3,458.10      |      |
| 北海道   | 札幌市   | エスタ二番街 （三者統合→Apia）                     | 1978年09月 | 6,372.80      |      |
| 岩手県   | 盛岡市   | めんこい横丁                                       | 1969年11月 | 1,485.90      |      |
| 東京都   | 中央区   | 八重洲地下街                                       | 1965年06月 | 73,253.40     |      |
| 東京都   | 港区     | ウィング新橋                                       | 1972年06月 | 11,848.90     |      |
| 東京都   | 渋谷区   | しぶちか                                           | 1957年12月 | 4,675.70      |      |
| 東京都   | 台東区   | 浅草地下街                                         | 1955年01月 | 01,277.30     |      |
| 東京都   | 新宿区   | 新宿駅東口地下街                                   | 1964年05月 | 18,675.30     |      |
| 東京都   | 新宿区   | 小田急エース                                       | 1966年11月 | 29,650.00     |      |
| 東京都   | 新宿区   | 新宿サブナード                                     | 1973年09月 | 38,363.80     |      |
| 東京都   | 新宿区   | 京王モール                                         | 1976年03月 | 17,078.60     |      |
| 東京都   | 新宿区   | 京王モールアネックス                               | 2005年10月 |               |      |
| 東京都   | 豊島区   | 池袋ショッピングパーク                             | 1964年09月 | 15,356.60     |      |
| 東京都   | 豊島区   | 東武ホープセンター                                 | 1969年04月 | 14,709.40     |      |
| 東京都   | 武蔵野市 | 吉祥寺駅地下街 キラリナ                            | 2014年04月 |               |      |
| 東京都   | 武蔵野市 | 吉祥寺駅地下街 アトレ                              | 1970年11月 |               |      |
| 東京都   | 中央区   | Echika fit 銀座                                    | 1957年12月 | 138           |      |
| 東京都   | 港区     | Echika 表参道                                      | 2005年12月 |               |      |
| 東京都   | 豊島区   | Echika 池袋                                        | 2009年3月  |               |      |
| 東京都   | 千代田区 | Echika fit 東京                                    | 2012年2月  |               |      |
| 神奈川県 | 川崎市   | 川崎アゼリア                                       | 1986年10月 | 56,704.30     |      |
| 神奈川県 | 横浜市   | 横浜ポルタ                                         | 1980年11月 | 39,133.00     |      |
| 神奈川県 | 横浜市   | 相鉄ジョイナス                                     | 1964年12月 | 38,815.60     |      |
| 神奈川県 | 横浜市   | マリナード                                         | 1977年10月 | 4,809.00      |      |
| 神奈川県 | 横浜市   | 相鉄ジョイナス                                     | 1974年03月 | 2,680.40      |      |
| 神奈川県 | 横浜市   | ぴおシティ                                         | 1968年05月 | 4,195.00      |      |
| 神奈川県 | 小田原市 | アミーおだちか （運営者変更→ハルネ小田原）         | 1976年11月 | 8,283.50      |      |
| 神奈川県 | 小田原市 | ハルネ小田原                                       | 2014年11月 | 7,984         |      |
| 富山県   | 高岡市   | クルン高岡地下街                                   | 1970年07月 | 4,144.20      |      |
| 愛知県   | 蒲郡市   | 蒲郡北駅前地下街                                   | 1967年06月 | 384.9         |      |
| 愛知県   | 名古屋市 | エスカ地下街                                       | 1971年12月 | 29,179.60     |      |
| 愛知県   | 名古屋市 | ゲートウォーク（旧 テルミナ地下街）                | 1976年11月 | 6,985.90      |      |
| 愛知県   | 名古屋市 | ユニモール                                         | 1970年11月 | 27,363.90     |      |
| 愛知県   | 名古屋市 | ダイナード                                         | 1963年03月 | 896.3         |      |
| 愛知県   | 名古屋市 | 名駅地下街サンロード                               | 1957年03月 | 11,347        |      |
| 愛知県   | 名古屋市 | 近鉄百貨店名古屋店 （近鉄パッセ）                  | 1966年11月 | 68.4          |      |
| 愛知県   | 名古屋市 | キタチカ（旧 新名フード）                          | 1957年07月 | 711.9         |      |
| 愛知県   | 名古屋市 | ミヤコ地下街                                       | 1963年09月 | 3,599.80      |      |
| 愛知県   | 名古屋市 | 伏見地下街                                         | 1957年11月 | 2,712.30      |      |
| 愛知県   | 名古屋市 | サカエチカ                                         | 1969年11月 | 14,250.7      |      |
| 愛知県   | 名古屋市 | セントラルパーク地下街                             | 1978年11月 | 56,369.50     |      |
| 愛知県   | 名古屋市 | 地下鉄名駅地下街 （メイチカ）                      | 1957年11月 | 1,983         |      |
| 愛知県   | 名古屋市 | 森の地下街                                         | 1957年11月 | 13,337        |      |
| 愛知県   | 名古屋市 | 地下鉄栄北地下街 （四者統合→森の地下街）           | 1978年11月 | 4,115.40      |      |
| 愛知県   | 名古屋市 | 地下鉄栄東地下街 （四者統合→森の地下街）           | 1969年09月 | 3,410.10      |      |
| 愛知県   | 名古屋市 | 地下鉄栄地下街 （四者統合→森の地下街）             | 1957年11月 | 836.7         |      |
| 愛知県   | 名古屋市 | 地下鉄栄南地下街 （四者統合→森の地下街）           | 1965年09月 | 2,642.50      |      |
| 愛知県   | 名古屋市 | ヨリマチFUSHIMI                                    | 2019年12月 | 883           |      |
| 愛知県   | 名古屋市 | 地下鉄金山地下街                                   | 1967年03月 | 705.5         |      |
| 愛知県   | 名古屋市 | 大曽根地下街オズガーデン                           | 2006年12月 | 1,119.67      |      |
| 京都府   | 京都市   | 京都駅前地下街ポルタ                               | 1980年11月 | 24,339.20     |      |
| 京都府   | 京都市   | ゼスト御池                                         | 1997年10月 | 32,120.00     |      |
| 大阪府   | 大阪市   | ホワイティうめだ                                   | 1963年11月 | 31,336.00     |      |
| 大阪府   | 大阪市   | プチシャンゼリゼ （統合→ホワイティうめだ）         | 1974年08月 | 3,737.10      |      |
| 大阪府   | 大阪市   | ドーチカ                                           | 1966年07月 | 7,963.50      |      |
| 大阪府   | 大阪市   | 中之島地下街                                       | 1965年10月 | 3,512.00      |      |
| 大阪府   | 大阪市   | なんばウォーク                                     | 1970年03月 | 36,474.60     |      |
| 大阪府   | 大阪市   | NAMBAなんなん                                      | 1957年12月 | 7,157.50      |      |
| 大阪府   | 大阪市   | あべちか                                           | 1968年11月 | 9,244.90      |      |
| 大阪府   | 大阪市   | ディアモール大阪                                   | 1995年10月 | 42,977.00     |      |
| 大阪府   | 大阪市   | クリスタ長堀                                       | 1997年05月 | 81,765.00     |      |
| 大阪府   | 大阪市   | 渡辺橋駅MINAMO                                     | 2008年10月 |               |      |
| 大阪府   | 大阪市   | ekimo天王寺                                        | 2013年04月 |               |      |
| 大阪府   | 大阪市   | ekimoなんば                                        | 2013年10月 |               |      |
| 大阪府   | 大阪市   | ekimo梅田                                          | 2014年04月 |               |      |
| 大阪府   | 大阪市   | 京橋コムズガーデン                                 | 1990年03月 | 7,960.00      |      |
| 大阪府   | 豊中市   | 千里中央地下街                                     | 1970年03月 |               |      |
| 兵庫県   | 神戸市   | さんちか                                           | 1965年10月 | 17,998.10     |      |
| 兵庫県   | 神戸市   | メトロこうべ                                       | 1968年09月 | 10,197.80     |      |
| 兵庫県   | 神戸市   | デュオこうべ山の手                                 | 1974年10月 | 6,220.60      |      |
| 兵庫県   | 神戸市   | デュオこうべ浜の手                                 | 1992年09月 | 10,862.50     |      |
| 兵庫県   | 神戸市   | M-KITCHEN                                          | 2006年10月 | 不明          |      |
| 兵庫県   | 姫路市   | グランフェスタ                                     | 1959年11月 | 7,000         |      |
| 兵庫県   | 姫路市   | 名店街 （二者統合→グランフェスタ）                 | 1959年11月 | 4,586.80      |      |
| 兵庫県   | 姫路市   | 駅東ビル地下ゴールド街 （二者統合→グランフェスタ） | 1974年12月 | 1,551.80      |      |
| 岡山県   | 岡山市   | 岡山一番街                                         | 1974年08月 | 23,200.50     |      |
| 岡山県   | 岡山市   | ペスカ岡山                                         | 1959年12月 | 2,342.90      |      |
| 広島県   | 広島市   | 紙屋町シャレオ                                     | 2001年04月 | 25,210.00     |      |
| 愛媛県   | 松山市   | まつちかタウン                                     | 1971年04月 | 4,596.00      |      |
| 福岡県   | 福岡市   | 天神地下街                                         | 1976年09月 | 53,300.00     |      |
| 福岡県   | 福岡市   | 博多駅地下街（ステーションビル）                   | 1964年11月 | 5,423.70      |      |
| 福岡県   | 福岡市   | 博多駅地下街（朝日ビル）                           | 1964年11月 | 5,423.70      |      |
| 福岡県   | 福岡市   | 博多駅新地下街（アミュ地下）                       | 2011年03月 | 21,000        |      |

| 都道府県 | 都市     | 名称                              | 開設       | 閉鎖       | 延床面積 (m2) | 画像 |
| -------- | -------- | --------------------------------- | ---------- | ---------- | ------------- | ---- |
| 千葉県   | 船橋市   | 船橋パール地下街                  | 1967年10月 | 2003年04月 | 6,353.00      |      |
| 埼玉県   | 川口市   | 川口駅東口地下街 （正式名称不明） | 1970年08月 | 1992年06月 |               |      |
| 東京都   | 千代田区 | 神田須田町地下鉄ストア            | 1931年04月 | 2011年01月 | 144           |      |
| 東京都   | 中央区   | 三原橋地下街                      | 1952年12月 | 2014年04月 | 1,429.00      |      |
| 新潟県   | 長岡市   | JR長岡駅連絡地下道                | 1955年2月  | 1989年10月 |               |      |
| 愛知県   | 名古屋市 | 地下鉄千種地下街                  | 1960年06月 | 2013年03月 | 531           |      |
| 愛知県   | 名古屋市 | 地下鉄今池地下街                  | 1960年06月 | 2013年03月 | 745.1         |      |
| 新潟県   | 新潟市   | 西堀ローサ                        | 1976年10月 | 2025年03月 | 17,359.40     |      |
| 石川県   | 金沢市   | 金沢駅前広場地下街                | 1963年10月 | 2017年03月 | 973.3         |      |
| 熊本県   | 熊本市   | 熊本交通センタープラザ            | 1969年03月 | 2015年03月 |               |      |
| 長崎県   | 佐世保市 | 佐世保駅前地下商店街              | 1957年10月 | 2002年05月 | 1,233.20      |      |
| 沖縄県   | 那覇市   | HAPINAHA                          | 2015年2月  | 2017年06月 | 不明          |      |
| 沖縄県   | 那覇市   | 沖縄国際ショッピングセンター      | 1973年     | 2000年01月 | 不明          |      |

### 延床面積
以下は日本国内における2015年時点での単独地下街延床面積の上位5箇所である。
| 順位 | 地下街                 | 所在地               | 延床面積 （2015年時点） | 商業面積 （2015年時点） |
| ---- | ---------------------- | -------------------- | ----------------------- | ----------------------- |
| 1位  | クリスタ長堀           | 大阪府大阪市中央区   | 81,765m2                | 9,500m2                 |
| 2位  | 八重洲地下街           | 東京都中央区         | 73,253m2                | 13,787m2                |
| 3位  | パセオ (札幌市)        | 北海道札幌市北区     | 59,633m2                | 16,411m2                |
| 4位  | 川崎アゼリア           | 神奈川県川崎市川崎区 | 56,706m2                | 10,706m2                |
| 5位  | セントラルパーク地下街 | 愛知県名古屋市中区   | 55,732m2                | 10,250m2                |